# درخت زندگی، سکلت زینتی
درخت زندگی، سکلت زینتی (انگلیسی: The Tree of Life, Stoclet Frieze) اثر نقاش هنرمند اتریشی و عضو برجستهٔ انجمن جدایی وین، گوستاو کلیمت می‌باشد که در سال ۱۹۰۹ تکمیل گردید. این نقاشی بر اساس سبک نمادین و مدرن هنر نو طرح گردیده‌است. ابعاد این اثر هنری ۱۹۵ در ۱۰۲ سانتیمتر (۷۷ در ۴۰ اینچ) می‌باشد و امروزه در موزهٔ هنرهای کاربردی وین اتریش قرار دارد. این اثر هنری شامل یک مجموعهٔ سه گانه از هنرمند می‌باشد که برای یک مقاطعه‌کار شاغل در کاخ سکلت واقع در بروکسل بلژیک طرح گردید. این چند قطعهٔ هنری در حقیقت متعلق به کارهای دوران پایانی هنرمند می‌باشد. این سه قطعه نشانگر درخت زندگی، شخصیت زن تنهای ایستاده، و زن و مردی متواضع می‌باشد که بر روی ۳ دیوار اتاق غذاخوری کاخ قرار گرفتند.